# Youth Cup w kombinacji norweskiej 2021/2022
Sezon 2021/2022 Youth Cup w kombinacji norweskiej. Rywalizacja rozpoczęła się w niemieckim Oberhofie, 27 sierpnia 2021, natomiast zakończyła się 9 stycznia 2022 w czeskim Harrachovie.
W grupie Youth I w sezonie 2021/2022 startowali zawodnicy urodzeni w latach 2007-2009, natomiast w grupie Youth II zawodnicy urodzeni w latach 2004-2006.

## Kalendarz i wyniki Youth I
| Lp. | Data             | Miejscowość | Konkurencja           | 1. miejsce       | 2. miejsce       | 3. miejsce       |
| --- | ---------------- | ----------- | --------------------- | ---------------- | ---------------- | ---------------- |
| 1.  | 27 sierpnia 2021 | Oberhof     | Gundersen HS70/3 km   | Lukas Mühlbacher | Jonathan Gräbert | Mario Linner     |
| 2.  | 28 sierpnia 2021 | Oberhof     | Gundersen HS70/5 km   | Jonathan Gräbert | Lukas Mühlbacher | Kenji Grossegger |
| 3.  | 8 stycznia 2022  | Harrachov   | Gundersen HS73/3,8 km | Erik Leiråmo     | Jáchym Hrdina    | Mikołaj Wantulok |
| 4.  | 9 stycznia 2022  | Harrachov   | Gundersen HS73/2,5 km | Erik Leiråmo     | Jonathan Gräbert | Kenji Grossegger |

## Kalendarz i wyniki Youth II
| Lp. | Data             | Miejscowość | Konkurencja           | 1. miejsce       | 2. miejsce       | 3. miejsce       |
| --- | ---------------- | ----------- | --------------------- | ---------------- | ---------------- | ---------------- |
| 1.  | 27 sierpnia 2021 | Oberhof     | Gundersen HS70/5 km   | Lukáš Doležal    | Arsi Tietäväinen | Eelis Meriläinen |
| 2.  | 28 sierpnia 2021 | Oberhof     | Gundersen HS70/6 km   | Arsi Tietäväinen | Eelis Meriläinen | Matija Zelnik    |
| 3.  | 8 stycznia 2022  | Harrachov   | Gundersen HS73/6,3 km | Jiří Konvalinka  | Lukáš Doležal    | Radim Sudek      |
| 4.  | 9 stycznia 2022  | Harrachov   | Gundersen HS73/5 km   | Jiří Konvalinka  | Lukáš Doležal    | Radim Sudek      |

## Klasyfikacje
| Lp. | Zawodnik         | Punkty |
| --- | ---------------- | ------ |
| 1.  | Jonathan Gräbert | 310    |
| 2.  | Lukas Mühlbacher | 231    |
| 3.  | Kenji Grossegger | 201    |
| 4.  | Erik Leiråmo     | 200    |
| 5.  | Jáchym Hrdina    | 190    |
| 6.  | Ansgar Schupp    | 139    |
| 7.  | Timo Tritschler  | 126    |
| 8.  | Mario Linner     | 110    |
| 9.  | Maximilian Uhr   | 107    |
| 10. | Mikołaj Wantulok | 100    |
| ... |                  |        |
| 15. | Piotr Nowak      | 56     |
| 38. | Tymoteusz Dyduch | 13     |

| Lp. | Zawodnik            | Punkty |
| --- | ------------------- | ------ |
| 1.  | Lukáš Doležal       | 310    |
| 2.  | Jiří Konvalinka     | 200    |
| 3.  | Arsi Tietäväinen    | 180    |
| 4.  | Eelis Meriläinen    | 140    |
| 5.  | Jan John            | 136    |
| 6.  | Radim Sudek         | 120    |
| 7.  | Matija Zelnik       | 105    |
| =   | Gregor Kadivec      | 105    |
| 9.  | Urban Zajec         | 101    |
| 10. | Herman Happonen     | 95     |
| ... |                     |        |
| 16. | Andrzej Waliczek    | 60     |
| 17. | Jakub Cieślar       | 56     |
| 18. | Grzegorz Mitręga    | 53     |
| 29. | Kacper Jarząbek     | 29     |
| 37. | Mikołaj Serwatowicz | 20     |
| 41. | Jan Cudzich         | 19     |
| 44. | Tymoteusz Sikora    | 16     |